# علت شمردن مقدم
مغالطه علت شمردن مقدم (به لاتین: Post hoc ergo propter hoc) یا تسبیب ماتقدم از مغالطات رایج در استدلال است که از پیش‌فرض نادرست ناشی می‌شود. این مغالطه ناشی از این فرض خطاست که هرگاه دو حادثه، متعاقباً و پس از یک‌دیگر رخ دهند، صرفاً به خاطر تقدم و تأخر می‌توان حادثه اول را علت و حادثه دوم را معلول دانست، و بدین‌وسیله بین آن‌دو رابطه علیت برقرار کرد. در مواردی که علت چیزی شناخته شده نباشد یا در شناخت آن تردید وجود داشته باشد، معمولاً افراد در پی علت‌های موهوم برمی‌آیند و صرفاً با توجه به این‌که معلول مورد نظر پس از چه امری واقع شده، آن معلول را به آن امر نسبت می‌دهند.
مغالطه علت شمردن مقدم با مراحل استدلال چنین است:
- نخست الف روی داد، بعد ب.
- پس الف علت ب است.

اگر ب ناخوش‌آیند باشد، استدلال مغالطه‌ای چنین نتیجه خواهد داد: اجتناب از الف جلوی ب را می‌گیرد که غلط است.

## مثال‌هایی از این مغالطه
- من به آن مرد فقیر کمک کردم، و بلافاصله روز بعد، در مصاحبه شغلی پذیرفته شدم. معلوم است که هر کس کار نیکی انجام دهد، نتیجه‌اش را می‌بیند. (باید دقت کرد که هیچ دلیلی وجود ندارد که این دو رویداد به هم مرتبط باشند. موفقیت در مصاحبه ممکن است به آمادگی شما، مهارت‌هایتان، یا حتی شانس مربوط باشد و نه کار خیری که انجام داده‌اید.)
- امروز صبح در کوچه گربه سیاهی دیدم، دو ساعت بعد افتادم و دستم شکست؛ معلوم است که گربه سیاه واقعاً شوم است. (این صرفاً یک تصادف است. دیدن گربه سیاه و شکستن دست دو اتفاق جداگانه‌اند و هیچ رابطه علیتی میان آن‌ها وجود ندارد. این باور بیشتر از خرافات نشأت می‌گیرد.)

- خورشید پس از صدای خروس طلوع می‌کند، پس دلیل طلوع خورشید، صدای خروس است.( طلوع خورشید نتیجه چرخش زمین است و هیچ ربطی به صدای خروس ندارد. این دو اتفاق صرفاً همزمان رخ می‌دهند.)
- نوشیدن قهوه خوب است، اما من بعد از نوشیدن قهوه دچار سردرد شدم، پس قهوه بد است. (ممکن است سردرد شما به دلایل دیگری مثل کم‌آبی بدن، استرس، یا مشکلات سلامتی دیگر رخ داده باشد و ارتباطی با قهوه نداشته باشد. برای نتیجه‌گیری، باید عوامل دیگری را بررسی کرد.)
- بعد از اینکه فلان امپراطوری سقوط کرد، سطح فرهنگ عمومی کاهش یافت. پس سقوط امپراطوری علت این کاهش بود. (باید توجه داشت که شاید عوامل دیگری، مانند جنگ، قحطی یا تغییرات اجتماعی، باعث کاهش سطح فرهنگ عمومی شده باشند.)
- هر بار که من لباس خاصی می‌پوشم، تیمم می‌بازد. پس لباس من باعث باخت تیم می‌شود. (باید دقت کرد که لباس شما تأثیری بر عملکرد تیم ندارد، و این صرفاً یک همزمانی است.)
- بعد از اینکه فلان سیاستمدار به قدرت رسید، نرخ بیکاری کاهش یافت. پس او علت اصلی کاهش بیکاری است. (ممکن است کاهش بیکاری به دلیل سیاست‌های دولت قبلی یا عوامل دیگری مانند بهبود شرایط اقتصادی جهانی باشد.)